# Гулијери (Катанцаро)
Гулијери је насеље у Италији у округу Катанцаро, региону Калабрија.
Према процени из 2011. у насељу је живело 205 становника. Насеље се налази на надморској висини од 513 м.